# Percy Sykes

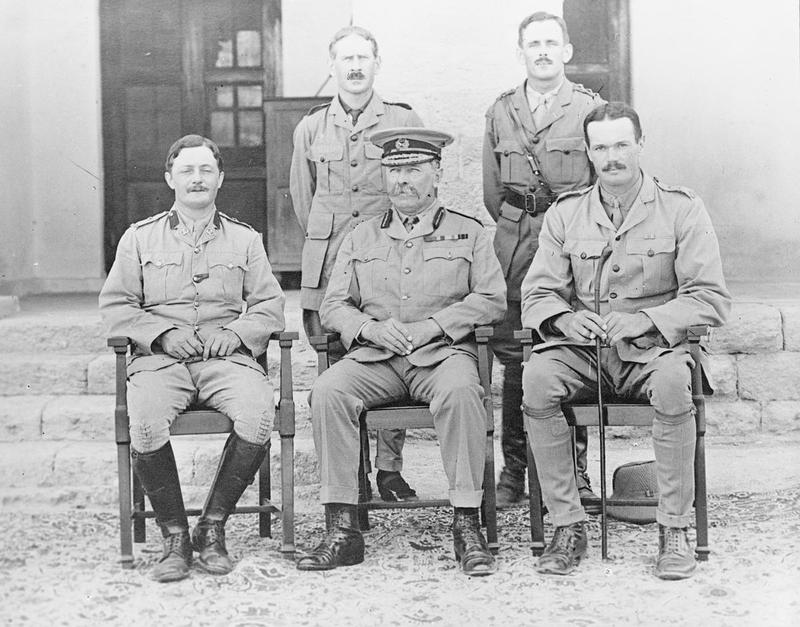
Sir Percy Sykes (Mitte) mit Offizieren seines Stabes, Bandar Abbas, April 1916

Sir Percy Molesworth Sykes KCIE, CB, CMG (* 28. Februar 1867 in Canterbury; † 11. Juni 1945 in London) war ein britischer Offizier, Asienforscher, Diplomat und Autor, der eine Anzahl historischer, geographischer und biographischer Werke sowie Reiseberichte verfasst hat.

## Leben
Sykes wurde als einziger Sohn des Militärkaplans William Sykes geboren. Er besuchte die Privatschule Rugby School und das Royal Military College Sandhurst und wurde 1888 als Offizier in die in Britisch-Indien stationierten 16th Lancers aufgenommen. Später wechselte er zu den 2nd Dragoon Guards (Queen’s Bays), wurde aber bald für den Indian Political Service rekrutiert. 1892 unternahm er – zur Zeit des „Great Game“ – eine erste Aufklärungsmission nach Samarkand. 1893 unternahm er eine sechsmonatige Reise zu Pferd über 2000 Kilometer durch Persien von Bandar-e Gaz am Kaspischen Meer bis nach Buschehr und knüpfte während dieser freundschaftliche Beziehungen mit dem Gouverneur von Kerman, Abdol Hossein Mirza Farmanfarma. 1894 wurde er erneut nach Kerman entsandt, um dort ein britisches Konsulat zu eröffnen. Er verbrachte die nächsten Jahre mit einigen Unterbrechungen in Persien, unternahm ausgedehnte Reisen und betätigte sich als Kartograph. 1898 eröffnete er – vor den rivalisierenden Russen – ein Vizekonsulat in Sistan.

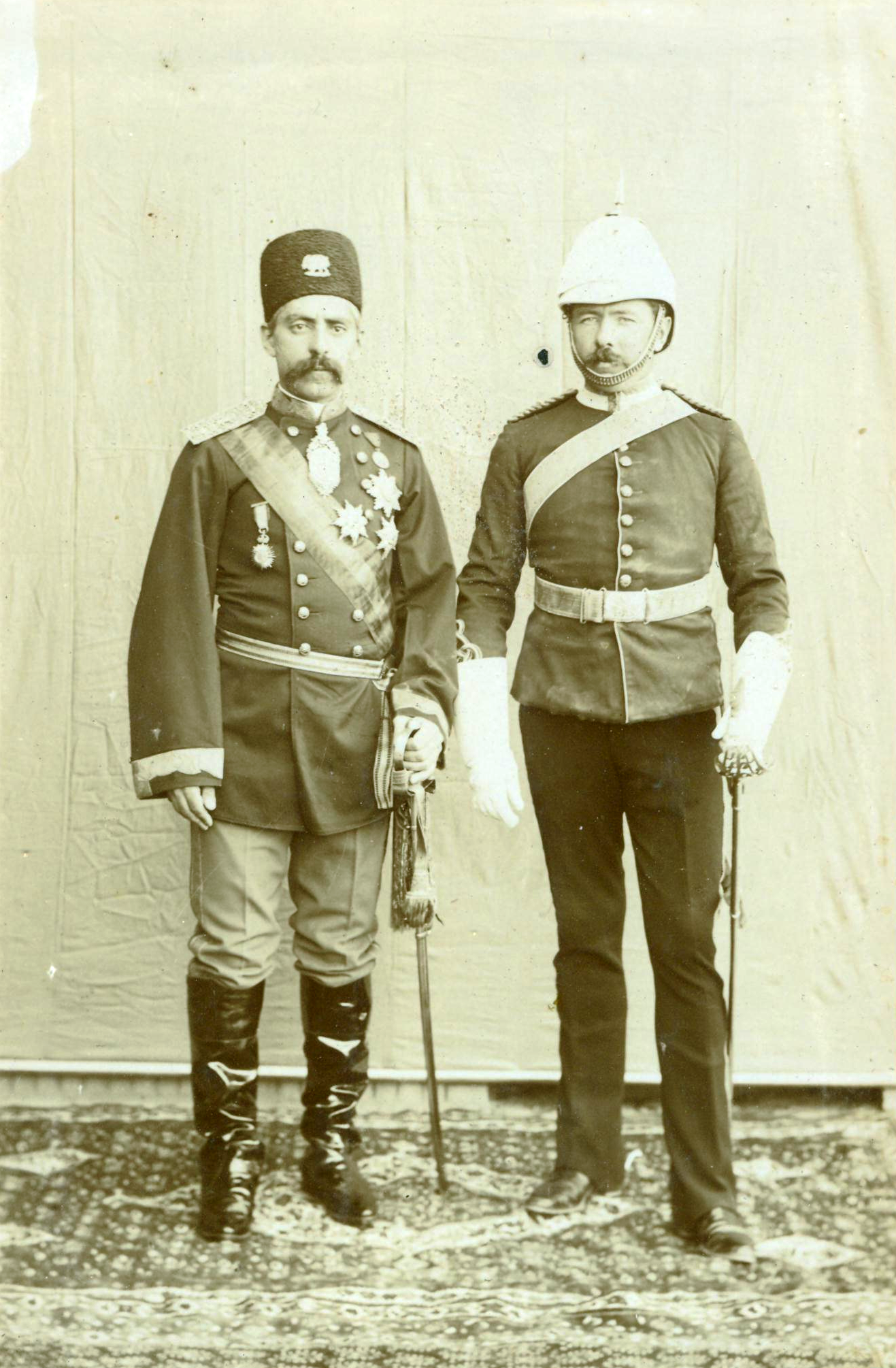
Sir Percy Sykes mit Abdol-Hossein Farmanfarma in Kerman, 1902

Ab 1900 nahm er für einige Zeit am Zweiten Burenkrieg teil, wurde verwundet und schrieb während eines einjährigen Englandaufenthalts sein erstes Buch über Persien Ten Thousand Miles in Persia. Zu dieser Zeit heiratete er Evelyn, die Tochter des Obersts Sir Bruce Seton. 1903 kehrte er in Begleitung seiner Frau auf seinen Konsulsposten in Kerman zurück. 1905 wurde er zum Generalkonsul und Vertreter der indischen Regierung in Chorasan mit Sitz in Maschhad ernannt, was er für acht Jahre bleiben sollte. Es folgten zwei Jahre in Europa, in welcher Zeit seine zweibändige History of Persia erschien.
1915, während des Ersten Weltkriegs, wurde er temporärer Generalkonsul in Kaschgar. Bald erhielt er jedoch, zum Brigadier-General ernannt, eine neue Mission in Persien, wo er Anfang 1916 die South Persia Rifles aufstellte, um die britischen Interessen während des Ersten Weltkriegs in Persien zu verteidigen. Mit dieser aus lokalen Soldaten und indischen Offizieren gebildeten Truppe etablierte er sich in Schiras, der Hauptstadt der Provinz Fars, wo sein Freund Abdol Hossein Mirza inzwischen Gouverneur geworden war. Ende 1918 wurde er nach England zurückgerufen, nachdem seine Handlungen mehrfach Anlass zu Kritik aus der britischen Regierung gegeben hatten. 1919 schied er endgültig aus dem Dienst, nachdem ein Leserbrief an die Times, in dem er Kritik am Anglo-Iranischen Vertrag äußerte, auch seinen letzten Verteidiger Lord Curzon von ihm entfremdet hatte.
In seinem Ruhestand verfasste er weitere Werke vornehmlich über asiatische Geschichte und hielt zahlreiche Vorträge. Er wurde außerdem Ehrensekretär der Royal Central Asian Society (heute Royal Society for Asian Affairs), die auch nach seinem Tod einen Preis nach ihm benannte.

## Werke
- Ten Thousand Miles in Persia. (1902)
- The Glory of the Shia World. (1910)
- A History of Persia. (1915)
- Through Deserts and Oases of Central Asia. (1920)
- Persia. (1922)
- The Right Honourable Sir Mortimer Durand. A Biography. (1926)
- A History of Exploration. (1934)
- The Quest for Cathay. (1936)
- Explorers all. Famous Journeys in Asia. (1939)
- The Story of Exploration and Adventure. (Hrsg.; 1939)
- A History of Afghanistan (1940)

## Auszeichnungen
- Goldmedaille der Royal Geographical Society (1902, für seine Erforschung Persiens)